# دانیل براتن
دانیل براتن (نروژی: Daniel Braaten؛ زادهٔ ۲۵ مهٔ ۱۹۸۲) بازیکن فوتبال اهل نروژ است.
از باشگاه‌هایی که در آن بازی کرده‌است می‌توان به باشگاه فوتبال تولوز، باشگاه فوتبال کپنهاگن، باشگاه فوتبال بران، باشگاه فوتبال روزنبورگ، باشگاه فوتبال بولتون واندررز، و باشگاه فوتبال وولرنگا اشاره کرد.
وی همچنین در تیم‌های ملی فوتبال زیر ۱۸ سال نروژ، زیر ۲۱ سال نروژ، و نروژ بازی کرده‌است.